# Лука Кунті
Лука Кунті (нім. Luca Cunti, нар. 4 липня 1989, Цюрих) — швейцарський хокеїст, крайній нападник клубу НЛА «Біль». Гравець збірної команди Швейцарії.

## Ігрова кар'єра
Хокейну кар'єру розпочав на батьківщині 2005 року виступами за команду «ГСК Лайонс».
2007 року був обраний на драфті НХЛ під 75-м загальним номером командою «Тампа-Бей Лайтнінг». Два сезони Лука відіграв за команди з Північної Америки «Чикаго Стіл» та «Рімускі Осеанік». У сезоні 2009–10 він повернувся на батьківщину, де захищав кольори «Лангнау Тайгерс». Пізніше він перейшов до «ЦСК Лайонс» з яким уклав дворічний контракт 19 жовтня 2011 року.
22 квітня 2014 Кунті продовжив контракт з «ЦСК Лайонс» ще на три роки. Наприкінці останнього сезону Кунті погодився на трирічний контракт з командою «Лугано» але 11 січня 2017 його відправили в оренду до клубу «Клотен Флаєрс». 13 січня 2017 Лука дебютував у складі «Флаєрс» у грі проти «Лозанни». 14 березня 2017 він повернувся до складу «Лугано».
Після вдалого сезону 2017–18 Кунті пропустив більшу частину наступного сезону через травму плеча. 24 грудня 2018 Лука погодився на дворічний контракт з клубом НЛА «Біль», починаючи з сезону 2019–20 та до сезону 2020–21.
Був гравцем молодіжної збірної Швейцарії, у складі якої брав участь у 12 іграх.

## Нагороди та досягнення
- Чемпіон Швейцарії в складі «ЦСК Лайонс» — 2012, 2014.
- Срібний призер чемпіонату світу — 2013.
- Володар Кубка Швейцарії в складі «ЦСК Лайонс» — 2016.
- Володар Кубка Швейцарії в складі «Клотен Флаєрс» — 2017.

## Статистика

### Клубні виступи
| Сезон        | Клуб              | Ліга         | Регулярний сезон | Регулярний сезон | Регулярний сезон | Регулярний сезон | Регулярний сезон | Плей-оф | Плей-оф | Плей-оф | Плей-оф | Плей-оф |
| Сезон        | Клуб              | Ліга         | І                | Г                | П                | О                | ШХ               | І       | Г       | П       | О       | ШХ      |
| ------------ | ----------------- | ------------ | ---------------- | ---------------- | ---------------- | ---------------- | ---------------- | ------- | ------- | ------- | ------- | ------- |
| 2005–06      | «ГСК Лайонс»      | НЛБ          | 7                | 0                | 0                | 0                | 2                | —       | —       | —       | —       | —       |
| 2006–07      | «ГСК Лайонс»      | НЛБ          | 5                | 1                | 1                | 2                | 0                | —       | —       | —       | —       | —       |
| 2006–07      | «Тургау»          | НЛБ          | 5                | 1                | 0                | 1                | 6                | —       | —       | —       | —       | —       |
| 2007–08      | «Чикаго Стіл»     | ХЛСШ         | 34               | 11               | 21               | 32               | 37               | 6       | 2       | 3       | 5       | 2       |
| 2008–09      | «Рімускі Осеанік» | ГЮХЛК        | 57               | 20               | 25               | 45               | 32               | 13      | 4       | 5       | 9       | 12      |
| 2009–10      | «Лангнау Тайгерс» | НЛА          | 12               | 1                | 1                | 2                | 4                | —       | —       | —       | —       | —       |
| 2010–11      | «ГСК Лайонс»      | НЛБ          | 42               | 9                | 23               | 32               | 80               | —       | —       | —       | —       | —       |
| 2011–12      | «ЦСК Лайонс»      | НЛА          | 35               | 11               | 13               | 24               | 18               | 15      | 1       | 7       | 8       | 6       |
| 2012–13      | «ЦСК Лайонс»      | НЛА          | 44               | 10               | 20               | 30               | 18               | 12      | 2       | 3       | 5       | 6       |
| 2013–14      | «ЦСК Лайонс»      | НЛА          | 46               | 18               | 26               | 44               | 60               | 18      | 5       | 5       | 10      | 10      |
| 2014–15      | «ЦСК Лайонс»      | НЛА          | 34               | 9                | 14               | 23               | 14               | 17      | 3       | 4       | 7       | 2       |
| 2015–16      | «ЦСК Лайонс»      | НЛА          | 32               | 9                | 9                | 18               | 14               | 2       | 0       | 0       | 0       | 0       |
| 2016–17      | «ЦСК Лайонс»      | НЛА          | 24               | 4                | 4                | 8                | 6                | —       | —       | —       | —       | —       |
| 2016–17      | «Клотен Флаєрс»   | НЛА          | 12               | 2                | 9                | 11               | 8                | —       | —       | —       | —       | —       |
| 2017–18      | «Лугано»          | НЛА          | 48               | 8                | 13               | 21               | 18               | 16      | 3       | 7       | 10      | 18      |
| 2018–19      | «Лугано»          | НЛА          | 11               | 1                | 3                | 4                | 4                | —       | —       | —       | —       | —       |
| 2019–20      | «Біль»            | НЛА          | 44               | 8                | 22               | 30               | 40               | —       | —       | —       | —       | —       |
| Усього в НЛА | Усього в НЛА      | Усього в НЛА | 337              | 81               | 134              | 215              | 204              | 80      | 14      | 26      | 40      | 42      |

### Збірна
| Рік                | Команда            | Турнір             | Місце              | І  | Г | П | О | ШХ |
| ------------------ | ------------------ | ------------------ | ------------------ | -- | - | - | - | -- |
| 2005               | Швейцарія          | ЮЧС18              | 9-е                | 6  | 1 | 1 | 2 | 0  |
| 2007               | Швейцарія          | ЮЧС18              | 6-е                | 6  | 3 | 1 | 4 | 6  |
| 2013               | Швейцарія          | ЧС                 | 2                  | 10 | 2 | 3 | 5 | 2  |
| 2014               | Швейцарія          | ОІ                 | 9-е                | 4  | 0 | 0 | 0 | 0  |
| 2014               | Швейцарія          | ЧС                 | 10-е               | 7  | 1 | 3 | 4 | 2  |
| Юніорська збірна   | Юніорська збірна   | Юніорська збірна   | Юніорська збірна   | 12 | 4 | 2 | 6 | 6  |
| Національна збірна | Національна збірна | Національна збірна | Національна збірна | 21 | 3 | 6 | 9 | 4  |